# Woodsia tryonis
Woodsia tryonis är en hällebräkenväxtart som beskrevs av Boiv. Woodsia tryonis ingår i släktet Woodsia och familjen Woodsiaceae. Inga underarter finns listade.